# Урусов, Николай Петрович
Князь Николай Петрович Урусов (31 марта [12 апреля] 1863, Санкт-Петербург — 21 октября 1918, Пятигорск) — гродненский (1901—1902) и полтавский (1902—1906) губернатор, член Государственного совета. Младший брат А. П. Урусова.

## Биография
Родился 31 марта (12 апреля) 1863 года в семье князя Петра Александровича Урусова и его жены Екатерины Николаевны, дочери генерал-адъютанта Н. М. Сипягина.
Образование получил в Императорском Александровском лицее. В 1885 году, по окончании курса наук в лицее вступил на государственную службу по министерству внутренних дел.
Здесь он последовательно прошел должности: помощника столоначальника департамента духовных дел иностранных исповеданий, чиновника особых поручений VI класса сверх штата при МВД, председателя Томского губернского правления, владимирского вице-губернатора (с 24 марта 1894), исполняющего должность гродненского губернатора (с 19 января 1901) — утверждён в должности 22 декабря 1901 года; с 28 апреля 1902 года был полтавским губернатором и, наконец, стал членом Совета министра внутренних дел. 11 июля 1907 года ему Высочайше повелено присутствовать в Правительствующем сенате, в департаменте Герольдии.

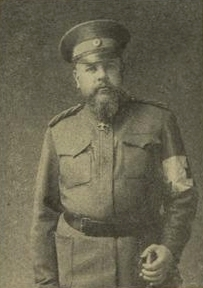
Князь Урусов во время Первой мировой войны

Будучи избранным 20 февраля 1908 года в екатеринославские губернские предводители дворянства, князь Урусов поселился в Екатеринославской губернии, в своём имении, где посвятил себя сельскому хозяйству и общественной деятельности.
Занимая должность предводителя дворянства, он, кроме того, состоял: почётным мировым судьёй Новомосковского уезда Екатеринославской губернии, почётным членом лубенского и полтавского отделений попечительства детских приютов ведомства учреждений Императрицы Марии, почётным гражданином городов: Кобеляк, Константинограда, Лубен, Пирятина и Хороля Полтавской губернии, председателем и почётным членом многих просветительных и благотворительных учреждений Полтавской и Екатеринославской губерний.
В 1906 году был пожалован в шталмейстеры двора, а 8 января 1914 года удостоился Высочайшей благодарности. Кроме того, князь Урусов удостоивался Высочайшей благодарности и в бытность полтавским губернатором в 1903 году и в бытность Екатеринославским губернским предводителем дворянства в 1911 году.
Благодаря своей широкой популярности в губернии 5 сентября 1912 года он был избран Екатеринославским земством в члены Государственного совета. В Госсовете он примкнул к группе правых. Принимал деятельное участие в работах комиссий: — по народному просвещению и финансовой, где состоял докладчиком по сметам Министерства юстиции и Государственного коннозаводства.
В начале Первой мировой войны он был назначен главноуполномоченным Российского общества Красного Креста при Черноморском флоте.
Арестован большевиками во время красного террора как заложник 11 сентября 1918 года в Ессентуках. Расстрелян по постановлению Чрезвычайной комиссии 21 октября 1918 года.
Был женат с 24 апреля 1894 года на фрейлине Вере Георгиевне Алексеевой, дочери Георгия Алексеева и француженки Анжель де ля Геронньер (в православии Елизавета Ангелина Петровна Алексеева). 